# Kai-David Bösing
Kai-David Bösing (* 7. März 1994 in Aachen) ist ein deutscher Fußballspieler.

## Karriere
Bösing spielte in seiner Jugend bei Roda Kerkrade in den Niederlanden. Er rückte 2012 aus der Jugend in die 2. Mannschaft auf. Zur Spielzeit 2014/15 stand Bösing in der 2. Liga der Eerste Divisie im Kader der Profis. Allerdings kam er hier zu keinem Einsatz.
Im Sommer 2015 wechselte er zu Fortuna Köln. Sein Debüt in der 3. Liga gab Bösing am 15. August 2015, dem 3. Spieltag. Bei der 2:4-Niederlage gegen Hansa Rostock wurde er in der 68. Spielminute für Kusi Kwame eingewechselt.
Nach zwei Jahren verließ er Köln und wechselte in die Regionalliga zu Alemannia Aachen. Hier verbrachte er 4 Spielzeiten, die er alle in der viertklassigen Regionalliga West mit der Alemannia absolvierte. Zudem erreichte er mit dem Team 2018, 2019 und 2020 jeweils das Finale im Verbandspokal Mittelrheinpokal, woovon jedoch nur das Finale 2019 gegen Fortuna Köln gewonnen werden konnte. Die anschließende Partie in der 1. Hauptrunde des DFB-Pokal 2019/20 gegen Bayer 04 Leverkusen, verpasste er aufgrund einer Knieverletzung.
Nach 3,5 Jahren im Dress der Alemannia, schloss sich Bösing im Februar 2021 dem niederländischen Zweitligisten MVV Maastricht an. In der Eerste Divisie absolvierte Bösing insgesamt 13 Einsätze für Maastricht, ehe sich die Wege im Sommer 2022 schon wieder trennten. Zur Spielzeit 2022/2023 schließt Bösing sich dem SV Eintracht Hohkeppel an, welcher als Neuaufsteiger in der Mittelrheinliga in die Spielzeit startet.
In der Spielzeit 2021/22 absolvierte er 12 Ligaspiele und 3 Partien im Mittelrheinpokal für den SV Eintracht Hohkeppel. Im Sommer 2023 schloss sich Bösing schließlich dem Ligarivalen VfL 08 Vichttal an.

## Erfolge
- Mittelrheinpokal-Sieger: 2019